# Закон про поділ України на землі

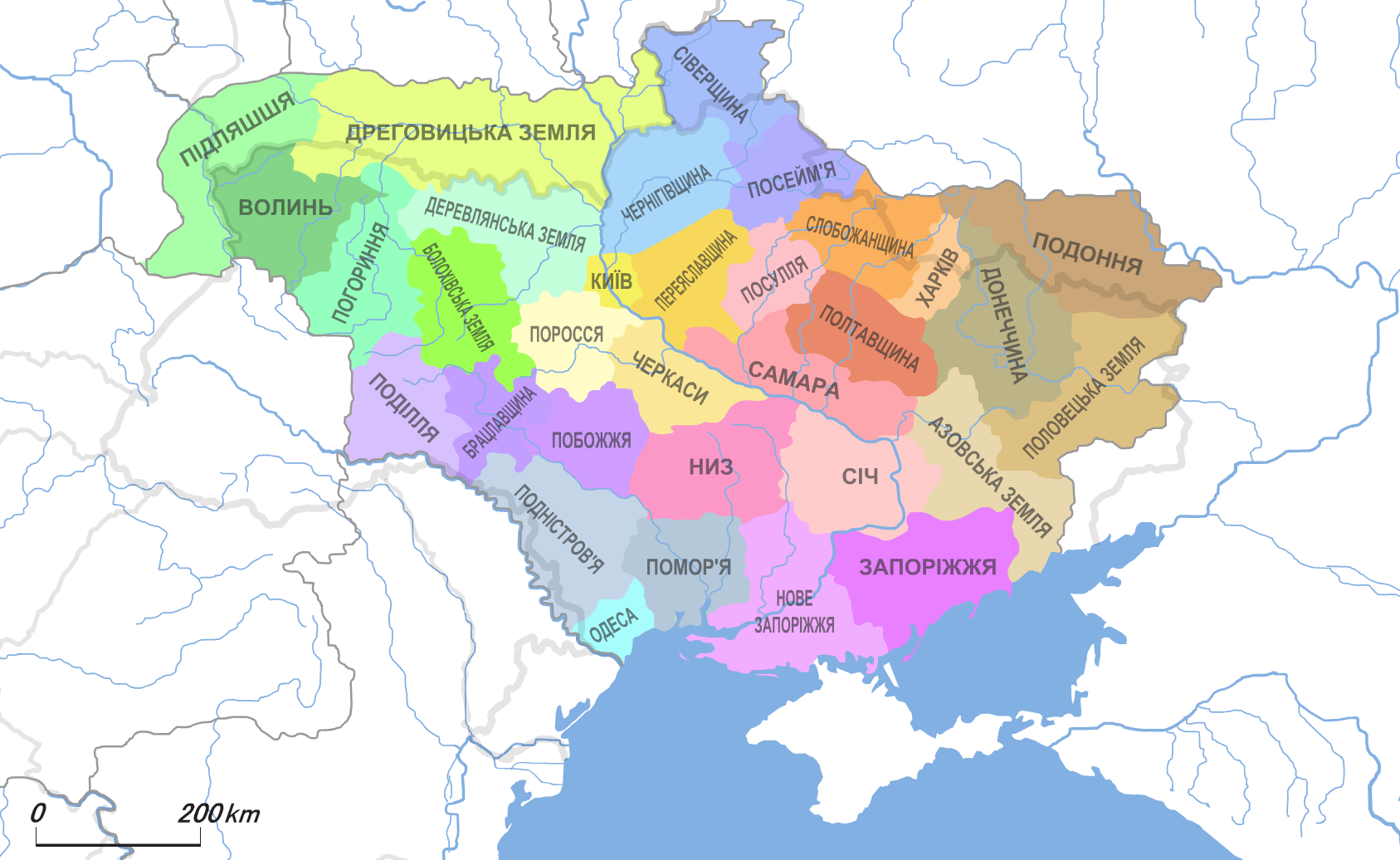
Приблизні межі земель УНР згідно прийнятого закону

«Закон про поділ України на землі» ― це закон Центральної Ради про адміністративно-територіальний поділ Української Народної Республіки (УНР), що був прийнятий 6 березня 1918 року. У законі перелічувалися 32 землі з їх центрами, на які планувалося поділити територію УНР замість губерній і повітів. Впровадженню закону завадив прихід до влади Гетьмана Павла Скоропадського 30 квітня 1918 року, який повернувся до використання старої схеми (губерній, повітів і волостей).

## Історія

### Проєкт Грушевського
У грудні 1917 року Михайло Грушевський виступив у газеті «Народна Воля» зі статтею «Новий поділ України», у якій він описав принципи нового поділу України, що мали бути затверджені майбутніми Українськими Установчими Зборами у новій конституції УНР: замість тодішнього поділу на губернії й повіти пропонувався поділ на землі, більші від повітів, але менші від губерній. Ці землі мали б служити виборчими округами до Українських Всенародних Зборів, основою для побудови адміністративної й судової мережі та для розвитку громадського самоврядування на основах децентралізації.
За порадою спеціалістів Грушевський виділив землі за принципом, що у кожній мало проживати трохи більше мільйона людей. Таке населення було б достатнє для самостійного налагодження у себе санітарних, дорожніх, земельних, промислових і культурних справ, а також для організації достатньої мережі середньої освіти. Кожна земля мала б посилати не менше 10 депутатів до всенародних зборів, що б забезпечувало можливість партійного групування та пропорційних виборів.
Усього Грушевський запропонував детальний поділ на 30 земель лише на тій території України, на якій мали проводитися вибори до установчих зборів; питання про приєднання чи вилучення інших суміжних територій мало б бути вирішено пізніше вільним народним волевиявленням. Тому він зокрема не включив до розгляду Холмщину, Хотинський повіт, Галичину, Прикарпаття, Буковину та Східну Бессарабію.

### Прийняття закону
6 березня 1918 року Мала Рада УЦР прийняла «Закон про поділ України на землі», відповідно до якого поділ України на губернії і уїзди (повіти) скасовувався, а територія УНР поділялася на 32 землі. Водночас у законі були визначені лише адміністративні центри земель, а точне розмежування земель планувалося провести пізніше. Також було вказано, що у випадку розмежування УНР із сусідніми державами кількість земель може бути змінено. Закон був оприлюднений у виданні «Вістник Ради Народних міністрів Української Народної Республіки» 15 березня 1918 року.
Організація місцевої влади мала відповідати новим умовам, але Центральна Рада не встигла це здійснити. В межах адміністративної реформи, яку уряд готував навесні 1918 р., розпочалося скасування продовольчих комітетів, планувалася реорганізація земельних комітетів. За часів Центральної Ради урядові так і не вдалося створити дієву систему органів місцевої влади та галузевого управління, що призвело до втрати політичного й економічного контролю над провінцією, без якого система державного управління виявилася малоефективною. Слабкість однієї з основних структурних ланок виконавчої вертикалі — системи місцевих органів — була однією з причин падіння Центральної Ради.[джерело?]
Також у прийнятому Законі було проголошено про включення до УНР території Подоння з центром в Острогожську, що охоплювало українські етнічні повіти Воронезької та Курської губерній, а Білгородський повіт був розподілений між Харківською та Донецькою землями УНР. Однак відповідна декларація тоді так і не трансформувалася в їх реальне включення до складу України, яке стало можливим лише за часів Гетьманату Павла Скоропадського.[джерело?]
29 квітня 1918 року Центральна Рада ухвалила Конституцію Української Народної Республіки, якою землям, волостям і громадам надавалися права широкого місцевого самоврядування на принципах децентралізації.
Прийшовши до влади 30 квітня 1918 року, Гетьман Павло Скоропадський скасував попередній адміністративно-територіальний поділ і повернувся до старої схеми (губерній, повітів і волостей).

## Текст закону
| | § 1. Поділ України на губернії й уїзди касується. § 2. Українська Народна Республіка розділяється на такі землі: 1) Підляшшя, центр — Берест; 2) Волинь, центр — Луцьк; 3) Погорина, центр — Рівне; 4) Болохівська Земля, центр — Житомир; 5) Деревська Земля, центр — Іскорость; 6) Дреговицька Земля, центр — Мозир; 7) Київ з околицею (приблизно на 20-30 верст); 8) Поросся, центр — Біла Церква; 9) Черкащина, центр — Черкаси; 10) Побожжя, центр — Умань; 11) Поділля, центр — Кам'янець; 12) Брацлавщина, центр — Вінниця; 13) Подністров'я, центр — Могилів; 14) Помор'я, центр — Миколаїв; 15) Одеса з околицею; 16) Низ, центр — Єлизавет; 17) Січа, центр — Катеринослав; 18) Запоріжжя, центр — Бердянськ; 19) Нове Запоріжжя, центр — Херсон; 20) Азовська Земля, центр — Маріуполь; 21) Сіверщина, центр — Стародуб; 22) Чернігівщина, центр — Чернігів; 23) Переяславщина, центр — Прилуки; 24) Посем'я, центр — Конотоп; 25) Посулля, центр — Ромен; 26) Самара, центр — Кременчук; 27) Полтавщина, центр — Полтава; 28) Слобідщина, центр — Суми; 29) Харків з околицями суміжними; 30) Донеччина, центр — Слов'янськ; 31) Подоння, центр — Острогожськ; 32) Половецька Земля, центр — Бахмут. § 3. Остаточним розмежуванням Української Народної Республики з сусідніми державами число земель може бути змінено. § 4. Про докладне розмежування земель Раді народних міністрів поручається внести осібний законопроект в можливо ближчим часі. § 5. Про організацію самоврядування й влади адміністративної, судової і військової, згідно з зазначеним в § 2 поділом на землі, Раді народних міністрів доручається ввійти в наскорішим часі з осібним законопроектом. § 6. З заведенням нових органів самоврядування і влади земель губернські і уїздні установи будуть скасовані, а діловодство і майно їх буде передано в порядку, який буде установлений особним законом. |
| — НАН України. Інститут історії України. Центральний державний архів вищих органів влади і управління України, Українська Центральна рада: Документи і матеріали. У 2 т. – Т. 2: 10 грудня 1917 р. – 29 квітня 1918 р. | |

## Землі

### Список
У наступній таблиці наведений список земель відповідно до прийнятого закону і опис їх територій відповідно до попереднього проєкту запропонованого Михайлом Грушевським у публікації від грудня 1917 року.
| На карті | № у законі | Назва землі                                | Центр        | Територія згідно проєкту Грушевського |
| -------- | ---------- | ------------------------------------------ | ------------ | --- |
|          | 20         | Азовська земля                             | Маріуполь    | Маріупольський, Павлоградський повіти й частина Олександрівського повіту.                                                                        |
|          | 4          | Болохівська земля                          | Житомир      | Житомирський і Новоград-Волинський повіти, а також частини Бердичівського, Літинського і Вінницького повітів.                                    |
|          | 12         | Брацлавщина                                | Вінниця      | Вінницький, Брацлавський повіти, частини Літинського, Липовецького, Могилівського та Ямпільского повітів.                                        |
|          | 2          | Волинь                                     | Луцьк        | Володимирський, Ковельський, Луцький і частина Дубенського повітів.                                                                              |
|          | 5          | Деревська земля                            | Іскорость    | Радомисльський і Овруцький повіти, Київський повіт без південної частини, північна частина Ровенського повіту.                                   |
|          | 30         | Донеччина                                  | Слов'янськ   | Зміївський, Ізюмський, Вовчанський та Куп'янський повіти, частини Корочанського та Білгородського повітів.                                       |
|          | 6          | Дреговицька земля                          | Мозир        | не розглядалася |
|          | 18         | Запоріжжя                                  | Бердянськ    | Мелітопольський і Бердянський повіти. |
|          | 7          | Київ з околицею (приблизно на 20–30 верст) | Київ         | З кордонами по річках Ірпінь і Стугні, і за Дніпром на 20 верст.                                                                                 |
|          | 16         | Низ                                        | Єлизавет     | Частини Єлисаветського, Олександрівського та Верхньодніпровського повітів.                                                                       |
|          | 19         | Нове Запоріжжя                             | Херсон       | Дніпровський повіт і частина Херсонського повіту.                                                                                                |
|          | 15         | Одеса з околицею                           | Одеса        | З територією до Дністровського лиману. |
|          | 23         | Переяславщина                              | Прилуки      | Переяславський, Прилуцький і Пирятинський повіти, частини Козелецького, Ніжинського, Борзенського і Золотоніського повітів.                      |
|          | 1          | Підляшшя                                   | Берест       | не розглядалася |
|          | 10         | Побожжя                                    | Умань        | Уманський, Гайсинський повіти, частини Липовецького, Балтського і Єлисаветського повітів.                                                        |
|          | 3          | Погорина                                   | Рівне        | Ровенський, Острозький, Заславський, Кремінецький, а також південна частина Дубенського і західна частина Старокостянтинівського повітів.        |
|          | 11         | Поділля                                    | Кам'янець    | Камінецький, Проскурівський, Ушицький повіти, частини Могилівського та Старокостянтинівського повітів.                                           |
|          | 13         | Подністров'я                               | Могилів      | Ольгопільський, Тераспільський повіти, частини Ямпільского, Балтського та Ананівського повітів.                                                  |
|          | 31         | Подоння                                    | Острогожськ  | Новооскільський, Бірюцький, Острогозький і Богучарський повіти, частини Корочанського та Старобільского повітів.                                 |
|          | 32         | Половецька земля                           | Бахмут       | Старобільський, Слов'яносербський і Бахмутський повіти.                                                                                          |
|          | 27         | Полтавщина                                 | Полтава      | Зіньківський, Полтавський і Костянтинівський повіти, частини Миргородського, Хорольського, Валковського, Охтирського та Богодухівського повітів. |
|          | 14         | Помор'я                                    | Миколаїв     | Одеський повіт, частини Ананівського, Єлисаветського та Херсонського повітів.                                                                    |
|          | 8          | Поросся                                    | Біла Церква  | Васильківський, Сквирський, Таращанський повіти, а також південна частина Київського та східна частина Бердичівського повітів.                   |
|          | 24         | Посем'я                                    | Конотоп      | Кролевецький, Глухівський, Конотопський і Путивльський повіти.                                                                                   |
|          | 25         | Посулля                                    | Ромен        | Роменський, Лохвицький, Гадяцький повіти, частини Лубенського і Миргородського повітів.                                                          |
|          | 26         | Самара                                     | Кременчук    | Кременчуцький, Кобеляцький і Новомосковський повіти, частини Золотоніського та Хорольського повітів.                                             |
|          | 21         | Сіверщина                                  | Стародуб     | Мглинський, Суразький, Новозибківський, Стародубський та Новгород-Сіверський повіти.                                                             |
|          | 17         | Січа                                       | Катеринослав | Катеринославський повіт, частини Верхньодніпровського, Херсонського, Новомосковського і Олександрівський повітів.                                |
|          | 28         | Слобідщина                                 | Суми         | Сумський, Лебединський, Суджанський і Грайворонський повіти, частини Охтирського та Богодухівського повітів.                                     |
|          | 29         | Харків з околицями суміжними               | Харків       | З повітом і частинами Валківського та Білгородського повітів.                                                                                    |
|          | 9          | Черкащина                                  | Черкаси      | Черкаський, Канівський, Чигиринський повіти, а також частина Звенигородського повіту.                                                            |
|          | 22         | Чернігівщина                               | Чернігів     | Чернігівський, Городнянський, Остерський і Сосницький повіти, частини Козелецького, Ніжинського і Борзенського повітів.                          |

### Карта
|  | Азовська земля Болохівська земля Брацлавщина Волинь Деревська земля Донеччина Дреговицька земля Запоріжжя Київ Низ Нове Запоріжжя Одеса Переяславщина Підляшшя Побожжя Погориння | Поділля Подністров'я Подоння Половецька земля Полтавщина Помор'я Поросся Посем'я Посулля Самарська земля Сіверщина Січ Слобожанщина Харків Черкаська земля Чернігівщина |